# Vesicularia stillicidiorum
Vesicularia stillicidiorum är en bladmossart som beskrevs av Brotherus 1929. Vesicularia stillicidiorum ingår i släktet Vesicularia och familjen Hypnaceae. Inga underarter finns listade i Catalogue of Life.